# Glasgow High School Former Pupils
Dernière mise à jour : 27 février 2013.
Glasgow High School Former Pupils ou Glasgow HSFP est un club écossais de rugby à XV situé à Glasgow. Fondé en 1884, le club disparaît en 1982 après sa fusion avec le Kelvinside Academicals. Il est reformé en 2001.

## Histoire
Le Glasgow High School FP est fondé en 1884 par d'anciens élèves du lycée de Glasgow. Son premier international est JM Dykes en 1898. À partir de 1904, le club joue avec les couleurs du Clan Cameron (vert, bleu et blanc), avant d’adopter le marron et le jaune en 1911. Dans les années 1920, le club domine le rugby écossais et attire régulièrement 10 000 personnes au stade. En 1982, après un dernier match contre Kelvinside Academicals, il fusionne avec son adversaire du jour pour former le Glasgow High Kelvinside RFC. Ce dernier fusionne en 1997 avec le Glasgow Academicals RFC pour former le Glasgow Hawks RFC.
En 2001, le Glasgow High Kelvinside RFC est reformé et repart au plus bas des ligues amateurs.

## Palmarès
- Champion d'Écosse (non officiel) en 1924, 1951, 1954, 1955[2] et 1962.

## Joueurs célèbres
Le club fournit 29 joueurs à l'Équipe d'Écosse dont cinq capitaines. En 1926, trois d’entre eux participent à la première victoire écossaise sur l'Angleterre au Stade de Twickenham. Un joueur de Glasgow HS porte le maillot des Lions britanniques.
- James Ireland
- Wilson Shaw